# Sincelejo
Sincelejo – miasto w północnej Kolumbii, przy drodze samochodowej Medellín-Cartagena, ośrodek administracyjny departamentu Sucre. Około 255,7 tys. mieszkańców.
W mieście rozwinął się przemysł włókienniczy, odzieżowy, spożywczy oraz chemiczny.